# Nia Robinson
Nia Joyce Robinson (24 marzo 1999) è una pallavolista statunitense, schiacciatrice delle Criollas de Caguas.

## Carriera

### Club
La carriera di Nia Robinson inizia nei tornei scolastici dell'Indiana, che disputa per quattro anni con la Cathedral HS. Dopo il diploma approda nella lega universitaria NCAA Division I dal 2017 al 2020 (con quest'ultima edizione disputata nel 2021 a causa della pandemia di COVID-19 negli Stati Uniti d'America) con la Northwestern, approdando poi alla North Carolina per il 2021.
Firma il suo primo contratto professionistico in Grecia, dove è di scena nella Volley League con l'Arīs Salonicco, ma solo per metà annata: nel dicembre 2022 lascia la formazione ellenica e poco dopo torna in campo a Porto Rico, disputando al Liga de Voleibol Superior Femenino 2023 con le Leonas de Ponce, venendo inserita nello All-Star Team del campionato. In seguito partecipa alla Athletes Unlimited 2023, mentre poco dopo l'inizio della Liga de Voleibol Superior Femenino 2024 approda alle Criollas de Caguas.

## Palmarès

### Premi individuali
- 2023 - Liga de Voleibol Superior Femenino: All-Star Team